# Abralaite
Abralaite o Abra Laite (se escribe de las dos maneras) es una localidad del departamento Cochinoca en la provincia de Jujuy, Argentina. Según el censo de 2010, tiene una población de 56 habitantes.
Casas construidas en adobe con techos de paja caracterizan su fisonomía. La economía del lugar se caracteriza por la producción y cría de llamas y ovejas. También existen huertos e invernaderos.

## Geografía

### Demografía
- Población en 1991: sin datos (INDEC)
- Población en 2001: 53 habitantes (INDEC), de los cuales el 52,95% son femeninos y el 47,05% son masculinos.

### Sismicidad
La sismicidad del área de Jujuy es frecuente y de intensidad baja, y un silencio sísmico de terremotos medios a graves cada 40 años.
- Sismo de 1863: aunque dicha actividad geológica catastrófica, ocurre desde épocas prehistóricas, el terremoto del 4 de enero de 1863 (162 años),[3] señaló un hito importante dentro de la historia de eventos sísmicos jujeños, con 6,4 Richter. Pero nada cambió extremando cuidados y/o restringiendo códigos de construcción.[2]
- Sismo de 1948: el 25 de agosto de 1848 (176 años) con 7,0 Richter, el cual destruyó edificaciones y abrió numerosas grietas en inmensas zonas[3][2]
- Sismo de 2009: el 6 de noviembre de 2009 (15 años) con 5,6 Richter